# Conseil du Léman
Le Conseil du Léman est un organisme de coopération transfrontalière réunissant des collectivités territoriales suisses et françaises bordant le lac Léman. Créé le 19 février 1987, il vise à « promouvoir les relations transfrontalières et initier des projets communs ».

## Organisation
Le Conseil du Léman dispose de plusieurs organes de direction :
- Un président, qui dirige pendant deux ans les organes mentionnés ci-dessous.
- Le bureau exécutif assure le suivi des actions du Conseil.
- Le comité, composé de trois délégués par collectivités membres, se réunit au moins deux fois par an pour décider des grandes orientations politiques.
- L'Assemblée plénière réunit une fois par année l'ensemble des acteurs de la coopération transfrontalière.

Le Conseil du Léman compte par ailleurs quatre commissions thématiques consacrées aux thèmes suivants:
- Économie, tourisme et population frontalière
- Mobilité lémanique
- Jeunesse et Culture
- Environnement

## Fonctionnement
Le Conseil du Léman participe au financement de projets entrant dans son champ de compétence,.
Le Conseil peut publier des avis sur des questions politiques si elles touchent l'équilibre régional. Ainsi, en aout 2020, il rappelle l'importance de la libre circulation et met en garde contre l'adoption de l'initiative populaire fédérale suisse « Pour une immigration modérée ». Quelques mois plus tard, il demande aux gouvernements français et fédéral suisse de proroger l'accord sur le télétravail des frontaliers.

## Membres

### Membres à part entière
- Canton de Genève
- Canton de Vaud
- Canton du Valais
- Département de l'Ain
- Département de Haute-Savoie

### Observateurs
- Confédération suisse
- République française
- Région Auvergne-Rhône-Alpes

## Présidents
| Période     | Nom                  | Collectivité | Fonctions                                          |
| ----------- | -------------------- | ------------ | -------------------------------------------------- |
| 1987 - 1989 | Raymond Junod        | Vaud         | Conseiller d'État                                  |
| 1989 - 1991 | Jacques Boyon        | Ain          | Député, président du Conseil général               |
| 1991 - 1993 | Raymond Deferr       | Valais       | Conseiller d'État                                  |
| 1993 - 1995 | Claude Birraux       | Haute-Savoie | Député, conseiller général                         |
| 1995 - 1997 | Claude Haegi         | Genève       | Conseiller d'État                                  |
| 1997 - 1999 | Claude Ruey          | Vaud         | Conseiller d'État                                  |
| 1999 - 2001 | Jocelyne Boch        | Ain          | Conseillère générale et maire de Thoiry            |
| 2002 - 2003 | Claude Roch          | Valais       | Conseiller d'État                                  |
| 2004 - 2005 | Michel Charlet       | Haute-Savoie | Conseiller général et maire de Chamonix-Mont-Blanc |
| 2006 - 2007 | Robert Cramer        | Genève       | Conseiller d'État                                  |
| 2008 - 2011 | Pascal Broulis       | Vaud         | Conseiller d'État                                  |
| 2011 - 2013 | Guy Larmanjat        | Ain          | Vice-président du Conseil général                  |
| 2014-2015   | Jacques Melly        | Valais       | Conseiller d'État                                  |
| 2016-2017   | Virginie Duby-Muller | Haute-Savoie | Députée, conseillère départementale                |
| 2018        | François Longchamp   | Genève       | Président du Conseil d'État                        |
| 2018        | Pierre Maudet        | Genève       | Président du Conseil d'État                        |
| 2018-2019   | Antonio Hodgers      | Genève       | Président du Conseil d'État                        |
| Depuis 2020 | Pascal Broulis       | Vaud         | Conseiller d’Etat                                  |